# Jean-Marie Meunier
Jean-Marie Meunier né à Chaulgnes (Nièvre) le 13 septembre 1862 et mort dans la même commune le 30 août 1929 est un linguiste, phonéticien, dialectologue et chanoine français.
Il a été chef du laboratoire de phonétique expérimentale au Collège de France et professeur à l'Institut catholique de Paris.

## Biographie

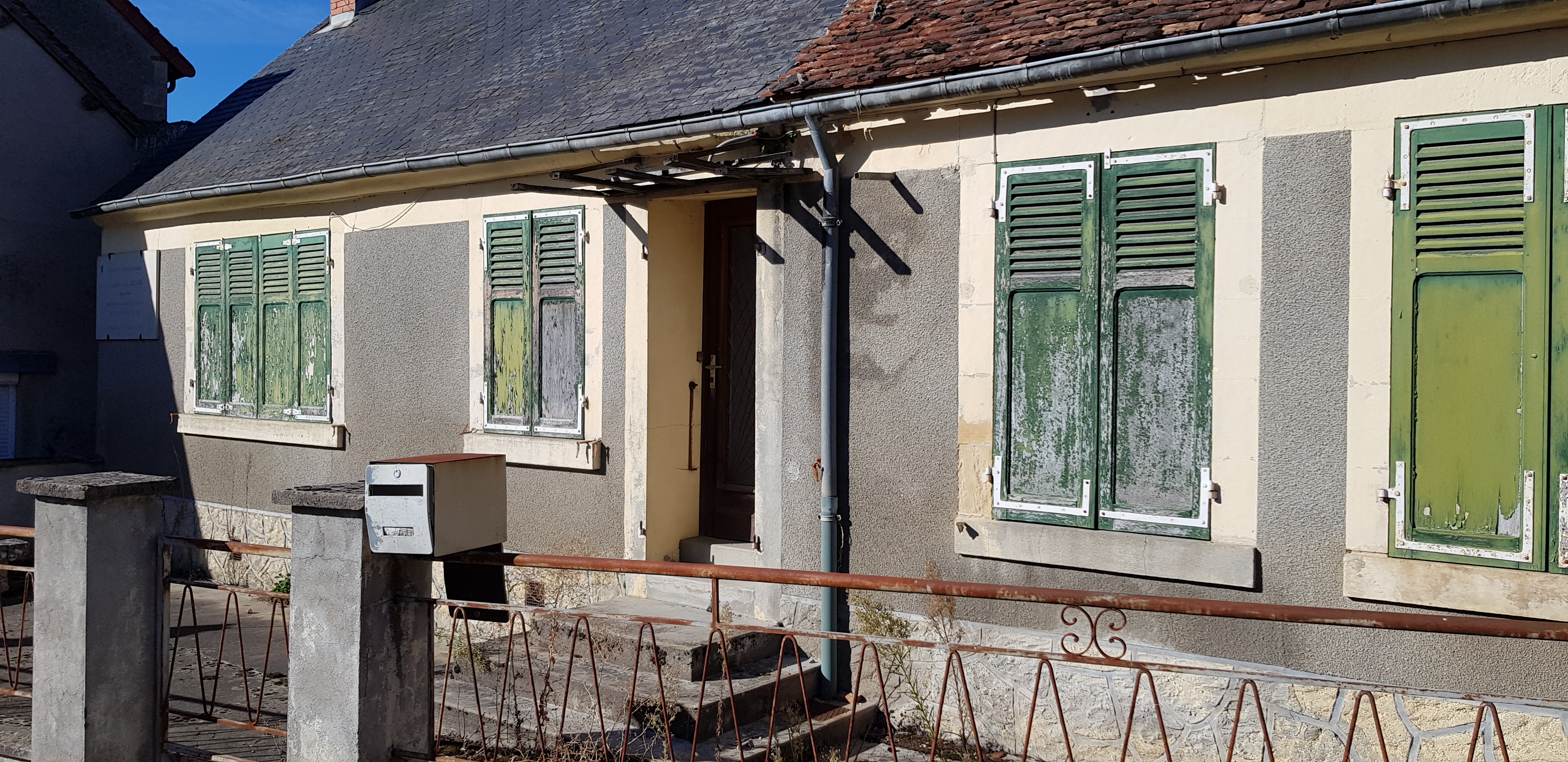
Maison où est mort Jean-Marie-Meunier à Chaulgnes.

Jean-Marie Meunier est né le 13 septembre 1862 à Chaulgnes, fils de Pierre Meunier, maréchal-ferrant, et de Marie Gathé.
Il fait ses études au grand Séminaire de Nevers, puis à l'Institut catholique de Paris où il prépare sa licence ès-lettres. Il suit les cours de l'École pratique des hautes études et devient le disciple de l'abbé Rousselot. De retour à Nevers, il est nommé professeur à l'Institution Saint-Cyr. De 1907 à 1921, il dirige le petit séminaire de Corbigny.
S'intéressant tout spécialement à la phonétique, il entreprend, sur les conseils de l'abbé Rousselot, l'étude des parlers nivernais et publie Les patois nivernais étudiés au phonomètre (1890), L'évolution des parlers du Nivernais (1897) puis Origine et histoire des parlers du Nivernais (1898).
Reçu docteur ès-lettres en 1912 avec ses Études morphologiques sur les pronoms personnels dans les parlers actuels du Nivernais et sa Monographie phonétique du parler de Chaulgnes, il est nommé chanoine par l'évêque de Nevers et devient assistant de l'abbé Rousselot à l'Institut catholique. Il succède à son maître aussi bien à l'Institut catholique qu'au Collège de France et est élu membre de l'Institut de Coïmbre.
Parmi ses nombreux travaux, presque tous consacrés à la linguistique, il faut encore citer La prononciation du latin classique (1903), L'emplacement de Noviodunum Aeduorum de César et le nom de Nevers (1907), Atlas linguistique et tableaux des pronoms personnels du Nivernais (1912), des études sur les noms de lieux de la Nièvre, sans oublier son Application de la phonétique expérimentale à l'étude des langues vivantes et à la thérapeutique, c'est-à-dire à la correction des vices du langage et à la rééducation des sourds-muets (1927).
Il meurt le 28 août 1929 à Chaulgnes, où il était venu passer les vacances.

## Publications
- Le patois du Nivernais étudié au phonomètre, Nevers, 1896[3].
- Origine et histoire des parlers du Nivernais, Nevers, 1898[4].
- Les passages du pape Pie VII dans la Nièvre, Nevers, 1904[5].
- La prononciation du latin, Corbigny, 1908[6].
- « Conte du Maignen : en patois de Chaulgnes, Nièvre », enregistrement parlé, 1912[7].
- « Situation et signification de la commune d’Arzembouy », La Revue du Centre, année 5, no 2, 1928[8].

## Hommage
Le 15 août 1936, une plaque commémorative est apposée sur la façade de la maison de Chaulgnes.